# Åke Svanstedt
Nils Åke Svanstedt, född 18 november 1958 i Attmar, är en svensk travtränare och kusk från byn Mellangård belägen i Östansjö i Medelpad. Denna gård ägdes av Svanstedt fram till 2001, då han flyttade till Västergötland. På Mellangård har bland annat Zoogin tränats upp. Zoogins fantastiska framgångar under 90-talet innebar att fler och fler fick upp ögonen för Svanstedt, som snart tillhörde den absoluta toppen bland tränarna i Sverige.

## Karriär

### Tidig karriär (–2001)
Svanstedt är en av Sveriges främsta kuskar och travtränare. Han började travkarriären som lärling hos bland annat Stig H. Johansson, och tog 1983 steget till att bli egen tränare vid Bergsåker travbana. Redan fyra år efter att han startat sin tränarverksamhet blev han kuskchampion på sin hemmabana. 
Under 1990-talet hade Svanstedt bland annat hästarna Drewgi och Zoogin i sitt stall, som tillsammans vann många stora lopp. 1991 representerade han Sverige i World Driving Championship. Sin första storloppsseger tog Svanstedt 1993 i Rom, då hans egentränade Go Hammering vann Premio Tino Triossi.

### Bjertorp (2001–2013)
2001 flyttade Svanstedt till Bjertorps gård utanför Vara, och blev då även huvudtränare för Stall Palema. Sin första seger i Elitloppet tog Svanstedt med Gidde Palema i 2004 års upplaga. Svanstedt vann även Elitloppet 2009, den gången med Torvald Palema.
När Torvald Palema vann Olympiatravet 2008, tog Svanstedt en sällsynt trippel i loppet, då hans två andra hästar, Adams Hall (körd av Johnny Takter) och Finders Keepers (körd av Stefan Söderkvist) kom på andra, respektive tredje plats.
Svanstedt tog sin 6 000:e seger som travkusk 22 juli 2012 då han vann StoChampionatet på Axevalla travbana bakom hästen Drillbit Ås, tränad av Svante Båth.

### USA (2013–)
Fram till 2013 verkade Svanstedt från sin träningsanläggning på Bjertorps gård utanför Vara. Efter att under året ha sålt Bjertorp flyttade han sin travverksamhet till USA i slutet av oktober samma år. Han har en anläggning tillsammans med Karl-Erik Bender i Florida, Palema Trotting i Vero Beach, som används för vinterträningen. När tävlingssäsongen börjar flyttar han upp tävlingshästarna till en anläggning i New Jersey, Legend Farm i Wrightstown. De flesta tävlingarna arrangeras i nordöstra USA och i östra Kanada. När hans son började skolan valde han att stanna med hästarna i New Jersey för att inte störa skolgången.
Tillsammans med Resolve har Svanstedt deltagit i Elitloppet två år i rad (2016, 2017), med en andraplats 2016 som bästa resultat. Året efter kom ekipaget på tredje plats. Åke Svanstedt blev under 2017 invald i Travsportens Hall of Fame.
2017 deltog Svanstedt med hästen Perfect Spirit i Hambletonian Stakes på Meadowlands travbana. Tillsammans kom de trea försöksheatet och kvalificerade sig därmed till final. I finalheatet kom Perfect Spirit i mål som tvåa, men då ettan What The Hill diskades för trängning stod Perfect Spirit och Svanstedt som vinnare.
Under 2018 var Svanstedt nära att ta hem titeln Triple Crown med hästen Six Pack, som vann både Yonkers Trot och Kentucky Futurity. I försöksheatet till Hambletonian Stakes galopperade denne tyvärr, och tappade sina chanser. När Six Pack sedan vann Kentucky Futurity hade Svanstedt ryckt skorna på alla fyra hovar, och han vann på tiden 1:49,1 (1,07,9), vilket var det snabbaste en treåring någonsin sprungit.
Den 7 augusti 2021 tog Svanstedt sin andra seger i Hambletonian Stakes, denna gången med Captain Corey.

## Dopningsanklagelser
2009 åtalades Svanstedt för anstiftan till brott mot djurskyddslagen, då han skall ha använt så kallade grisfösare med el då han tränade sina hästar. Svanstedts dåvarande sponsor ELON avbröt allt samarbete i samband med uppmärksammandet. I oktober 2010 friades Åke Svanstedt av Göta hovrätt från alla anklagelser.
I november 2021 framkom det att den tvåårige passgångaren Captain Cowboy fastnat i en dopingkontroll efter att han segrat i loppet The Standardbred på Delaware County Fair. Captain Cowboy fråntogs segern på grund av för höga värden av dexametason. Tränare Svanstedt yrkade på att det måste blivit fel då provtagningen gjordes, och att ingen av hans hästar har fått dexametason. Svanstedt stängdes av redan 2016, då hästarna Resolve och Blue Muse ansågs vara dopade med just dexametason i samband med tävlingar under Hambletonianhelgen på Meadowlands Racetrack.

## Kända hästar
| Häst           | Insprungna pengar |
| -------------- | ----------------- |
| Zoogin         | 25 346 330 kr     |
| Gidde Palema   | 27 080 322 kr     |
| Torvald Palema | 26 781 147 kr     |
| Sebastian K.   | 20 269 962 kr     |
| Resolve        | 21 562 506 kr     |

## Större segrar i urval

### Grupp 1-lopp
| År   | Lopp                           | Häst           | Kusk          | Tränare          |
| ---- | ------------------------------ | -------------- | ------------- | ---------------- |
| 1993 | Gran Premio Tino Triossi       | Go Hammering   | Åke Svanstedt | Åke Svanstedt    |
| 1993 | Svenskt Trav-Kriterium         | Zoogin         | Åke Svanstedt | Åke Svanstedt    |
| 1995 | Svenskt Trav-Kriterium         | Drewgi         | Åke Svanstedt | Tommy K. Jansson |
| 1995 | Konung Gustaf V:s Pokal        | Drewgi         | Åke Svanstedt | Tommy K. Jansson |
| 1996 | Hugo Åbergs Memorial           | Zoogin         | Åke Svanstedt | Åke Svanstedt    |
| 1996 | Svenskt Travderby              | Drewgi         | Åke Svanstedt | Åke Svanstedt    |
| 1997 | Finlandialoppet                | Zoogin         | Åke Svanstedt | Åke Svanstedt    |
| 2003 | Olympiatravet                  | Gidde Palema   | Åke Svanstedt | Åke Svanstedt    |
| 2003 | Oslo Grand Prix                | Gidde Palema   | Åke Svanstedt | Åke Svanstedt    |
| 2004 | Olympiatravet                  | Gidde Palema   | Åke Svanstedt | Åke Svanstedt    |
| 2004 | Oslo Grand Prix                | Gidde Palema   | Åke Svanstedt | Åke Svanstedt    |
| 2004 | Elitloppet                     | Gidde Palema   | Åke Svanstedt | Åke Svanstedt    |
| 2005 | Olympiatravet                  | Gidde Palema   | Åke Svanstedt | Åke Svanstedt    |
| 2007 | Gran Premio Palio Dei Comuni   | Torvald Palema | Åke Svanstedt | Åke Svanstedt    |
| 2008 | Olympiatravet                  | Torvald Palema | Åke Svanstedt | Åke Svanstedt    |
| 2008 | Långa E3, ston                 | Mystical Ann   | Åke Svanstedt | Åke Svanstedt    |
| 2009 | Elitloppet                     | Torvald Palema | Åke Svanstedt | Åke Svanstedt    |
| 2009 | Norrbottens Stora Pris         | Global Glide   | Åke Svanstedt | Åke Svanstedt    |
| 2009 | Hugo Åbergs Memorial           | Torvald Palema | Åke Svanstedt | Åke Svanstedt    |
| 2010 | Norrbottens Stora Pris         | Torvald Palema | Åke Svanstedt | Åke Svanstedt    |
| 2011 | Europeiskt championat för ston | K.L.M. Prelong | Åke Svanstedt | Åke Svanstedt    |
| 2012 | Konung Gustaf V:s Pokal        | Fawkes         | Åke Svanstedt | Åke Svanstedt    |
| 2012 | Sundsvall Open Trot            | Sebastian K.   | Åke Svanstedt | Åke Svanstedt    |
| 2012 | UET Trotting Masters           | Sebastian K.   | Åke Svanstedt | Åke Svanstedt    |
| 2013 | Åby Stora Pris                 | Sebastian K.   | Jorma Kontio  | Åke Svanstedt    |
| 2013 | Oslo Grand Prix                | Sebastian K.   | Åke Svanstedt | Åke Svanstedt    |